# 芝豪
芝 豪（しば ごう、1944年 - ）は、日本の小説家。北海道生まれ。金沢大学法文学部卒業。三重県桑名市在住、元三重県職員。
1977年より同人誌「海」にて執筆。
1994年に「士魂の海」（海越出版社）でデビュー。
「隗より始めよ」「擾乱1900」「王陽明」は、現在作家の天野作市が編集として携わった。

## 主な著書
小説
- 士魂の海（1994年、海越出版社） 2003年に改題「銀ノ介活殺剣　風花の仇」学研M文庫
- 神門（1994年、海越出版社）
- 天の楽曲（1996年、海越出版社）
- 河井継之助（1999年、PHP文庫）
- 太公望（2000年、PHP文庫）
- 太宗李世民（2001年、幻冬舎文庫）
- 宝永・富士大噴火（2001年、光文社文庫）
- 隗より始めよ　小説郭隗伝（2002年、祥伝社）
- 擾乱1900　渾沌の大陸に生きた日本人三兄弟の夢（2003年、祥伝社）
- 小説　王陽明＜上・下＞（2006年、明徳出版社）
- 呂蒙（2007年、PHP文庫）
- 中国おもしろ英傑伝 (学びやぶっく)（2009年、明治書院）
- 二人三郎奮闘始末　江戸の残照（2010年、学研M文庫）
- 天命<朝敵となるも誠を捨てず> （2010年、講談社）
- 朝鮮戦争(上) 血流の山河（2014年、講談社文庫）
- 朝鮮戦争(下) 慟哭の曠野（2014年、講談社文庫）

エッセイ
- 知の樹海から（1995年、海越出版社）